# Ritchey-Chrétien-Cassegrain-Teleskop
Das Ritchey-Chrétien-Cassegrain-Teleskop, auch RC-Teleskop genannt, ist eine Weiterentwicklung des Cassegrain-Teleskops, bei der die beiden Spiegel hyperbolisch geformt sind. Dadurch wird eine komafreie Abbildung erreicht, ohne einen Korrektor wie Schmidtplatte, Meniskus oder eine andere Linse. Da allerdings das Bildfeld nicht eben ist, wird bei der fotografischen Verwendung großer Ritchey-Chrétien-Cassegrain-Teleskope dicht vor den Fokus ein Linsensystem gesetzt, das dieses Problem behebt.

Strahlengang eines RC-Teleskops

Das Ritchey-Chrétien-System wurde Anfang des 20. Jahrhunderts von George Willis Ritchey und Henri Chrétien entwickelt.
Bekannte Ritchey-Chrétien-Teleskope sind das Hubble Space Telescope und das Very Large Telescope (VLT) des Paranal-Observatoriums in Chile. Varianten dieser Bauart werden inzwischen von verschiedenen Anbietern von Amateurteleskopen angeboten.

## Vergleich mit dem klassischen Cassegrain-System
Die Größe des nutzbaren Bildfeldes ist eine wichtige Kenngröße für die Leistungsfähigkeit eines Teleskops. Es ist deshalb sinnvoll zu untersuchen, ab welchem Bildfelddurchmesser die Abbildungsfehler einen Wert von 1" bis 2" überschreiten. Diese Grenze wurde gewählt, weil bei einem durchschnittlichen Seeing 2" aufgelöst werden können.
Im Folgenden werden ein Cassegrain-Teleskop und ein Ritchey-Chrétien-Cassegrain-Teleskop mit gleichen technischen Daten verglichen:
- Durchmesser der Öffnung: 500 mm
- Brennweite des Primärspiegels: 1500 mm
- Brennweite des gesamten Systems: 4000 mm

Der Radius der Bildfeldwölbung liegt bei beiden Systemen über 500 mm.
Nutzbarer Bildfelddurchmesser:
|                        | Cassegrain-Teleskop | RC-Teleskop |
| ---------------------- | ------------------- | ----------- |
| bei Komafehler ≤ 1"    | 0,095°              | –           |
| bei Astigmatismus ≤ 1" | 0,33°               | 0,31°       |
| bei Komafehler ≤ 2"    | 0,19°               | –           |
| bei Astigmatismus ≤ 2" | 0,47°               | 0,44°       |

Wie die Tabelle zeigt, wird die Größe des Bildfeldes beim Cassegrain-Teleskop durch den Komafehler begrenzt, das RC-Teleskop dagegen nur durch den Astigmatismus. Somit hat das RC-Teleskop bei einem maximalen Bildfehler von 1" ein etwa 3,3-fach größeres nutzbares Gesichtsfeld als der klassische Cassegrain, bei einem maximalen Bildfehler von 2" ist das nutzbare Gesichtsfeld des RC-Teleskops noch immer 2,3-mal so groß wie beim Cassegrain.
Durch die Komafreiheit kann das RC-Teleskop mit größeren Öffnungsverhältnissen in besonders kompakter Ausführung gebaut werden.
Ein Nachteil des RC-Teleskops im Vergleich mit dem Cassegrain ist die Notwendigkeit von Korrektorlinsen, falls bei ausgebautem Fangspiegel mit dem Primärfokus gearbeitet werden soll. Der Parabolspiegel des Cassegrain zeigt dann nämlich auf der optischen Achse ein perfektes Bild, während die RC-Hyperbel sehr schlecht abbildet.

## Konstruktionsmerkmale des Ritchey-Chrétien-Cassegrain-Teleskops
Die Krümmungsradien der beiden Spiegelflächen an der optischen Achse werden – wie bei allen Cassegrain-Teleskopen – durch die folgenden beiden Gleichungen beschrieben:
{\displaystyle R_{1}={\frac {2DF}{F-B}}}
{\displaystyle R_{2}={\frac {2DB}{F-B-D}}}
Darin sind:
- R1 und R2 Beträge der Krümmungsradien des Primär- bzw. Sekundärspiegels
- F effektive Brennweite des Gesamtsystems
- B Abstand vom Sekundärspiegel zum Brennpunkt
- D Abstand zwischen den beiden Spiegeln

Anmerkung: In der Literatur werden diese Radien oft als negative Zahlen angegeben. Damit wird formal zum Ausdruck gebracht, dass das Licht auf seinem Weg durch das Instrument erst die Mittelpunkte der Krümmungsradien passiert und dann auf die Oberflächen trifft.
Wegen der zwei schwer prüfbaren hyperbolischen Spiegelflächen ist die Herstellung kleiner Ritchey-Chrétien-Cassegrain-Teleskope kaum sinnvoll. Das Schleifen der Spiegel liegt im Allgemeinen außerhalb der Möglichkeiten eines Amateurastronomen. Die Justage der beiden Spiegel muss mit hoher Genauigkeit erfolgen. Somit ist ein sehr steifer Teleskoptubus erforderlich.

## Große Ritchey-Chrétien-Cassegrain-Teleskope
- Die beiden 10-m-Teleskope des Keck-Observatoriums auf Hawaii[1][2]
- die vier 8,2-m-Teleskope des Paranal-Observatoriums in Chile
- das 4-m-Mayall-Teleskop und das 3,5-m-WIYN-Teleskop des Kitt-Peak-Nationalobservatoriums
- das Hubble-Weltraumteleskop mit 2,4 m Hauptspiegeldurchmesser